# هند بنت عتيق
هند بنت عتيق صحابية، اسمها هند بنت  عتيق بن عائذ بن عبد الله بن عمر بن مخْزوم، ابنة خديجة بنت خويلد، قال ابْنُ سَعْدٍ في ترجمة خديجة: «خلف على خديجة بعد أبي هالة عتيقُ بن عائذ بن عبد الله، فولدت له جارية يقال لها هند، فتزوج صيفي بن أميَّة بن عائذ هندًا، وهو ابْنُ عمها، فولدت له: محمدَ بن صيفي، فوَلدُ محمد يقال لهم: بنو الطَّاهرة، لمكان خديجة. »، وقد ذكرها الدارقطني في كتاب الإخوة وقال: «أسلمت وتزوَّجت ولم تَرْوِ عنه شيئًا».